# Onkar Singh Kalkat
Thiếu tướng Onkar Singh Kalkat, PVSM, (1917 hoặc 1918 – 3 tháng 12 năm 2004) là một sĩ quan Ấn Độ phục vụ trong Quân đội Ấn Độ thuộc Anh và sau đó là Quân đội Ấn Độ. Ngay sau khi Ấn Độ bị chia cắt vào năm 1947, ông tình cờ phát hiện ra kế hoạch cho Chiến dịch Gulmarg của Pakistan nhằm tấn công phiên quốc Kashmir, hai tháng trước khi chiến dịch bắt đầu. Mặc dù đã báo cáo thông tin với chính quyền Ấn Độ nhưng ông vẫn không được coi trọng. Các quan chức cấp cao của Ấn Độ, bao gồm Bộ trưởng Quốc phòng Ấn Độ lúc bấy giờ là Sardar Baldev Singh, Chuẩn tướng Kalwant Singh và DGMO, Đại tá P. N. Thapar, đã đồng lõa trong việc trì hoãn việc hành động với thông tin của Kalkat. Lời kể của Kalkat cũng cho thấy sự thông đồng của một số quan chức Anh trong cuộc xâm lược Kashmir năm 1947.

## Đầu đời
Onkar Singh Kalkat là nghiên cứu sinh sau đại học về kinh tế tại Đại học Delhi.

## Binh nghiệp
Ông gia nhập Quân đội Ấn Độ thuộc Anh ở tuổi 24 và theo học tại Trường Cao đẳng Tham mưu Quân chủng Quốc phòng. Ông đã tham gia các chiến dịch ở cả Đông Bắc Ấn Độ lẫn Miến Điện trong khoảng thời gian từ 1938–45, cũng như ở Jammu và Kashmir vào năm 1947 và sau đó là năm 1971, khi ông là chỉ huy của Sư đoàn bộ binh số 14, chỉ huy việc tái chiếm 32 đồn bốt từ tay người Pakistan. Sau đó, ông làm việc với tư cách người hướng dẫn rồi lên Chỉ huy tại Trường Cao đẳng Chiến đấu, Mhow. Ông quyết định nghỉ hưu tự nguyện ở tuổi 54 vào năm 1972. Trong hai năm sau khi nghỉ hưu, ông là Giám đốc Tình báo Quân sự trong Ban Thư ký Nội các, Chính phủ Ấn Độ, làm việc trong Ban Nghiên cứu và Phân tích (R&AW).

### Kế hoạch xâm lược của Pakistan
Vào thời điểm Ấn Độ bị chia cắt, Kalkat là Thiếu tướng Lữ đoàn của Lữ đoàn biên giới Bannu, thuộc Pakistan ngày nay, dưới sự chỉ huy của Chuẩn tướng C. P. Murry, một sĩ quan người Anh; họ là những người đang chờ đợi để quay trở lại Ấn Độ và Anh. Sau đó vào tháng 8 năm 1947, Kalkat tình cờ biết được thông tin liên quan đến cuộc xâm lược Kashmir của Pakistan mang tên Chiến dịch Gulmarg, sẽ bắt đầu vào tháng 10. Kalkat được ủy quyền mở thư cho Chuẩn tướng CP Murry khi ông vắng mặt. Vào ngày 20 tháng 8 năm 1947, Kalkat mở một lá thư như vậy từ Tướng Frank Walter Messervy và thấy bản đính kèm kế hoạch cho Chiến dịch Gulmarg.
Kalkat đã thông báo cho Chuẩn tướng Murry về bức thư, người này lại bảo ông không được nói cho ai biết về thông tin ở Pakistan vì nó có thể khiến ông bị sát hại. Tuy nhiên, ngay sau đó, Kalkat bị Quân đội Pakistan quản thúc tại gia vì nghi ngờ có chuyện gì đó. Kalkat trốn thoát khỏi những kẻ bắt giữ, rời khỏi Mir Ali Mirali, đến Ambala ở Punjab thuộc Ấn Độ và vào ngày 18 tháng 10 năm 1947, ông đi đến Delhi trên một chuyến tàu chở hàng. Ngày hôm sau, ông gặp các quan chức quân sự cấp cao bao gồm Chuẩn tướng Kalwant Singh, Đại tá P. N. Thapar (lúc đó là Giám đốc Tác chiến Quân sự) và Bộ trưởng Quốc phòng Sardar Baldev Singh, kể họ nghe những gì ông biết về cuộc tấn công sắp xảy ra. Nhưng không ai coi Thiếu tướng Kalkat đủ nghiêm túc để hành động và "ban giám đốc tình báo do người Anh điều hành không để ý đến điều đó". Vào thời điểm đó, "cuộc xâm lược sắp xảy ra" đã được báo cáo từ nhiều nơi.
Trước khi rời Pakistan, Thiếu tướng Kalkat, với sự giúp đỡ của những người bạn Hồi giáo và Quận ủy quận Mianwali, đã đưa gia đình rời khỏi Pakistan và đến Ấn Độ. Trong khi Thiếu tướng Kalkat đang tìm kiếm gia đình ở Đông Punjab thì Chiến dịch Gulmarg bắt đầu. Khi đó, chính quyền Ấn Độ đã nhận ra sai lầm của mình. Thiếu tướng Kalkat được truy tìm ngay trong ngày 24 tháng 10. Ông được đưa đến gặp Thủ tướng Nehru, và thủ tướng đã hét vào mặt mọi người vì không coi trọng một sĩ quan ở vị trí có trách nhiệm:
Tôi bị truy tìm từ Amritsar vào ngày 24 tháng 10 năm 1947 và vội vã đến Delhi. Ngày hôm sau (25 tháng 10 năm 1947) tôi được đưa đến gặp Pandit Nehru. Ông ấy chăm chú lắng nghe tôi trong mười lăm phút và là người cảm thấy thất vọng nhất.... Ông đổ lỗi cho những cá nhân khác vì đã không biết thông tin của tôi. Nehru hét lên rằng một sĩ quan ở vị trí chịu trách nhiệm phải được tin cậy và một số hành động lẽ ra phải được thực hiện theo báo cáo ban đầu của tôi.— Thiếu tướng Onkar Singh Kalkat (Retd), Far-flung Frontiers (trang 37)

Năm 1983, Kalkat viết cuốn sách có tựa đề Far-flung Frontiers (dịch: Những vùng biên cương xa xôi), trong đó ông mô tả những trải nghiệm của mình. Lời tựa của cuốn sách được viết bởi Thống chế Sam Manekshaw, khi đó là Chuẩn tướng, người đồng ý với lời kể của Kalkat. Cuốn tự truyện này đã được coi là một trong những tự truyện quân sự "có ý nghĩa" nhất được viết ở Ấn Độ, "xét về giá trị quân sự và phạm vi mà nó bao trùm".